# Szarek (powiat gołdapski)
Szarek (niem. Zargen) – osada leśna w Polsce, w województwie warmińsko-mazurskim, w powiecie gołdapskim, w gminie Banie Mazurskie, w sołectwie Gryżewo.
W latach 1975–1998 miejscowość należała administracyjnie do województwa suwalskiego.

## Nazwa
28 marca 1949 r. ustalono urzędową polską nazwę miejscowości – Szarek, określając drugi przypadek jako Szarka, a przymiotnik – szarecki.